# Exocentrus senegalensis
Exocentrus senegalensis là một loài bọ cánh cứng trong họ Cerambycidae.